# Карагандинська область
Караганди́нська область — область в центральній частині Казахстану. Обласний центр — Караганда.

## Історія
20 лютого 1932 року було вирішено поділити республіку на 6 великих областей. Карагандинська область утворена 10 березня 1932 року, обласним центром стало місто Петропавловськ. До складу області увійшли наступні райони:
- Айртауський район — село Володарське
- Акмолинський район — місто Акмолинськ
- Арик-Балицький район — село Балкашинське
- Атбасарський район — місто Атбасар
- Бейнеткорський район — село Бейнеткорськ
- Булаєвський район — село Булаєво
- Енбекшильдерський район — селище Казгородок
- Еркеншиліцький район — село Еркеншилік
- Єсільський район — село Єсіль
- Жана-Аркинський район — село Атасу
- Кзил-Туський район — село Кішкенеколь
- Кокчетавський район — місто Кокчетав
- Кургальджинський район — село Кургальджино
- Ленінський район — село Явленка
- Мамлютський район — село Мамлютка
- Нуринський район — селище Казгородок
- Прісновський район — село Прісновка
- Рузаєвський район — село Рузаєвка
- Сари-Суйський район — село Байкадам
- Сталінський район — село Алексієвка
- Тельманський район — село Токаревка
- Тонкерейський район — село Майбалик
- Щучинський район — село Щучинське

22 лютого 1933 року Сара-Суйський район було передано до складу Південноказахстанської області, до складу Карагандинської області увійшов Четський район Алма-Атинської області.
9 червня 1934 року був відновлений Червоноармійський район з частини Кокчетавського району. 4 липня 1934 року до складу відновленого Каркаралінського округу передано Четський та Жана-Аркинський райони.
9 січня 1935 року в межах області було утворено нові райони:
- Вишневський район — село Вишневка
- Зерендинський район — село Зеренда
- Калінінський район — село Журавльовка
- Макінський район — село Макінка
- Молотовський район — село Балкашинське
- Полудінський район — село Полудіно
- Приішимський район — село Боголюбово
- Прісногірковський район — село Прісногірковське

29 липня 1936 року утворено нові райони:
- Келлеровський район — село Келлеровка
- Новочеркаський район — селище Новочеркаський
- Соколовський район — село Прісновське

Того ж 29 липня 1936 року до складу Карагандинської області передано Карсакпайський район Південноказахстанської області.
Того ж 29 липня 1936 року зі складу області була виділена Північноказахстанська область, до складу якої передано селище обласного підпорядкування Степняк та 25 районів — Аїртауський, Арик-Балицький, Атбасарський, Бейнеткорський, Булаєвський, Енбекшильдерський, Єсільський, Зерендинський, Калінінський, Келлеровський, Кзил-Туський (Кзил-Тууський), Кокчетавський, Ленінський, Макінський, Мамлютський, Молотовський, Полудінський, Приішимський, Прісновський, Рузаєвський, Соколовський, Сталінський, Тонкерейський, Червоноармійський, Щучинський. До складу новоствореної Кустанайської області передано Прісногірковський район. Центром Карагандинської області стало місто Караганда.
Забудова області зі створенням промислової інфраструктури почалась у роки сталінської індустріалізації силами в'язнів і спецпоселенців, серед яких була надзвичайно велика частка українців — і досі попри тривалу русифікацію і рееміграцію збереглась численна українська громада. Наступними хвилями українців були кампанія «освоєння цілинних і перелогових земель», програми переселення та цільового направлення випускників вишів.
8 червня 2022 року із західної частини області була утворена нова Улитауська область.

## Населення
Населення — 1128308 осіб (2021; 1118063 у 2009, 1172511 у 1999, 1563756 у 1989).

## Адміністративний поділ
До складу області входять 7 районів та 6 міських адміністрацій, прирівняних до районів:
| №  | Район                  | Площа, км² | Населення, осіб (1989) | Населення, осіб (1999) | Населення, осіб (2009) | Населення, осіб (2021) | Центр         | АО | НП |
| -- | ---------------------- | ---------- | ---------------------- | ---------------------- | ---------------------- | ---------------------- | ------------- | -- | -- |
| 1  | Абайський район        | 6725,29    | 91425                  | 69149                  | 57207                  | 59241                  | Абай          | 15 | 37 |
| 2  | Актогайський район     | 51996,75   | 32809                  | 24051                  | 19233                  | 16198                  | Актогай       | 17 | 36 |
| 3  | Бухар-Жирауський район | 14365,68   | 77700                  | 65774                  | 60010                  | 54003                  | Ботакара      | 29 | 67 |
| 4  | Каркаралінський район  | 35472,36   | 69082                  | 52762                  | 42722                  | 31495                  | Каркаралінськ | 25 | 72 |
| 5  | Нуринський район       | 46326,30   | 47706                  | 39236                  | 26177                  | 22655                  | Нура          | 25 | 36 |
| 6  | Осакаровський район    | 11261,47   | 55763                  | 44317                  | 35221                  | 30467                  | Осакаровка    | 23 | 55 |
| 7  | Шетський район         | 65694,05   | 73234                  | 54341                  | 45715                  | 38549                  | Аксу-Аюли     | 25 | 73 |
| 8  | Балхаська м.а.         | 5915,91    | 100533                 | 74517                  | 75453                  | 78084                  | Балхаш        | 2  | 3  |
| 9  | Карагандинська м.а.    | 497,80     | 613971                 | 437177                 | 460039                 | 509027                 | Караганда     | -  | 2  |
| 10 | Приозерська м.а.       | 54,52      | -                      | 11033                  | 13479                  | 10909                  | Приозерськ    | -  | 1  |
| 11 | Саранська м.а.         | 161,04     | 77896                  | 52217                  | 50310                  | 42646                  | Сарань        | 1  | 2  |
| 12 | Теміртауська м.а.      | 311,47     | 226983                 | 181344                 | 176496                 | 176870                 | Теміртау      | 1  | 2  |
| 13 | Шахтинська м.а.        | 236,19     | 96654                  | 66593                  | 56001                  | 58164                  | Шахтинськ     | 3  | 4  |

## Найбільші населені пункти
Населені пункти з чисельністю населення понад 10000 осіб:
| № | Населений пункт | Населення, осіб (1989) | Населення, осіб (1999) | Населення, осіб (2009) | Населення, осіб (2021) |
| - | --------------- | ---------------------- | ---------------------- | ---------------------- | ---------------------- |
| 1 | Караганда       | 613797                 | 436864                 | 459778                 | 508824                 |
| 2 | Теміртау        | 212382                 | 170481                 | 169590                 | 171019                 |
| 3 | Балхаш          | 86609                  | 65431                  | 68833                  | 75548                  |
| 4 | Шахтинськ       | 64862                  | 58652                  | 35997                  | 38923                  |
| 5 | Сарань          | 63624                  | 42957                  | 42058                  | 33699                  |
| 6 | Абай            | 46533                  | 33066                  | 25550                  | 28602                  |
| 7 | Приозерськ      | -                      | 11033                  | 13479                  | 10909                  |

## Населення
Населення Карагандинської області — поліетнічне. На 1 січня 2010 року значну частину населення області становлять казахи — 44,7 %, росіяни — 39,2 %, українці — 4,6 %, німці — 2,9 %, татари — 2,5 %. Інші національності становлять трохи більше 5,5 %.

## Географія
Область розташована в центральній частині республіки, на північний захід від озера Балхаш. Велика частина її зайнята Казахським дрібносопковиком (висота 300—1000 м), серед якого підносяться останциві гірські масиви: Кизилтас на сході (висота до 1565 м — гора Аксоран), Каркаралінські гори на північному сході (висота до 1366 м) і Улутау на заході (висота до 1133 м — пік Акмешит). На півдні дрібносопочник переходить в глинисту пустелю Бетпак-Дала (висота 300—400 м), а на заході — в Туранську низовину з пісками Приаральські Каракуми.
Клімат різко континентальний і вкрай посушливий: дуже спекотне і сухе літо (середні температури липня 20,1 °C на півночі і 25,1 °C на півдні) з пиловими бурями і різкими коливаннями температури протягом доби; зима холодна, довга, малосніжна, з сильними вітрами і буранами (середні температури січня −16,7 °С на півночі, −13 °С на півдні). Опадів випадає на півночі 260—280 мм на рік (у гірських місцевостях понад 300 мм), а на півдні лише 100—125 мм. Вегетаційний період 160 діб на півночі і 200 на півдні.
Найбільші річки Сарису і Нура. Всі річки (за винятком верхів'їв Ішима на крайній півночі) належать до басейнів Балхаша і невеликих озер: вони маловодні, влітку сильно міліють, розпадаються на плеса, засолоняются або повністю пересихають. Для водопостачання промислових центрів і сільсько-господарських районів побудовані водосховища (найбільші: Самаркандське і Шерубай-Нурінське в районі Караганди і Кенгирське поблизу Жезказгана), а також канал Іртиш — Караганда (довжина 495 км). Багато озер, головним чином солоних (Карасор на півночі, Каракоїн на півдні тощо); багато з них заповнюється водою тільки навесні. На південному сході — озеро Балхаш.
Північна частина області зайнята злаково-полиновим степом на червоно-коричневих і каштанових ґрунтах; це основний район неполивного землеробства і відкриття цілини. Південніше розвинена рідкісна напівпустельна і пустельна полинно-солянкова рослинність на частково засолених світло-каштанових, а на півдні сіроземних і бурих ґрунтах з плямами солонців і пісків; на піщаних масивах — злаково-полинова і чагарникова рослинність. На піднесених місцях дрібносопочника поширені степи з острівцями деревної рослинності (сосна, береза, осика, верби) на сильно щебнистих каштанових і гірських чорноземних ґрунтах.
У напівпустелях і пустелях багато гризунів (ховрахи, тушканчики, піщанки) і хижаків (вовк, лис корсак), сайги, зустрічаються архари і джейран, серед дрібносопочника — сарна, а також дрохва тощо. По берегах річок і озер — водоплавний птах, в чагарниках очеретів — кабани і акліматизована ондатра; у озері Балхаш багато риби (короп, судак, марінка тощо).

## Економіка
Переважає велика промисловість переважно по видобутку і переробці мінеральної сировини, а також зернове землеробство і відгінно-пасовищне тваринництво.
Енергетика базується на місцевому вугіллі; найбільші теплові електростанції в містах Абай, Караганда, Темиртау, Жезказган, Балхаш.
Головні галузі промисловості: вугільна (Карагандинський вугільний басейн), і кольорова металургія (здобич і виплавка міді і молібдену, здобич поліметалів).
Розвинена також здобич залізної і марганцевої руди. Чорна металургія — в значній мірі на місцевій руді. Металоємке машинобудування (зокрема для вугільної промисловості), виробництво будматеріалів (цементу, цеглини, винищити), хімічна, легка (швейна, трикотажна, взуттєва) і харчова (м'ясна, маслосироробна і молочна, борошномельна, кондитерська тощо) промисловість. Основна частина промислових підприємств знаходиться в Караганді і її районі: у Теміртау — Карагандинський металургійний комбінат, заводи синтетичного каучуку, ливарно-механічний тощо, в містах Сарань, Абай, Шахтинськ — кам'яновугільна промисловість, а також в районі Жезказгана (Жезказганський гірничо-металургійний комбінат з мідеплавильним і ремонтний-механічним заводами, Карсакпайський мідеплавильний завод того ж комбінату, марганцеві копальні в Джезди та Жездинське рудоуправління ВО «Казсвинец» тощо) і Балхаша (гірничо-металургійний комбінат з копальнями в Коунраде і Саяке, рибний завод). З інших промислових центрів виділяються: Актау (цементний завод), Акчатау, Акжал, Кайракти, Карагайли тощо. Акчатауський гірничо-збагачувальний комбінат (поліметалічні гірничо-збагачувальні комбінати і копальні), Каражал (видобування залізної руди).